# Saratoga (Indiana)
Saratoga es un pueblo ubicado en el condado de Randolph en el estado estadounidense de Indiana. En el Censo de 2010 tenía una población de 254 habitantes y una densidad poblacional de 370,08 personas por km².

## Geografía
Saratoga se encuentra ubicado en las coordenadas 40°14′13″N 84°54′57″O / 40.23694, -84.91583. Según la Oficina del Censo de los Estados Unidos, Saratoga tiene una superficie total de 0.69 km², de la cual 0.69 km² corresponden a tierra firme y (0%) 0 km² es agua.

## Demografía
Según el censo de 2010, había 254 personas residiendo en Saratoga. La densidad de población era de 370,08 hab./km². De los 254 habitantes, Saratoga estaba compuesto por el 98.82% blancos, el 0% eran afroamericanos, el 0% eran amerindios, el 0% eran asiáticos, el 0% eran isleños del Pacífico, el 0.79% eran de otras razas y el 0.39% pertenecían a dos o más razas. Del total de la población el 1.97% eran hispanos o latinos de cualquier raza.